# ФК Боровец (Търговище)
Вижте пояснителната страница за други значения на Боровец.
„Боровец“ е футболен клуб от град Търговище, България.
Основан е през 2002 г. Прозвището на отбора е „Охлювите“.
Играе своите мачове на помощно игрище на „ЛВК-Винпром“ (Търговище) което е размери 50 m на 25 m.
През сезон 2006/07 се състезава в „А“ Областна футболна група Търговище-Среда. В сезоните след създаването си, Боровец неизменно играе плейофи за областен първенец на Търговище. Клубът развива детски футбол.